# Campeonato Soviético de Xadrez de 1977
O Campeonato Soviético de Xadrez de 1977 foi a 45ª edição do Campeonato de xadrez da URSS, realizado em Leningrad, de 28 de novembro a 22 de dezembro de 1977. O título da competição foi dividido entre Boris Gulko e Josif Dorfman após terminarem empatados no match-desempate. As etapas classificatórias ocorreram nas cidades de Bălți e Baku.

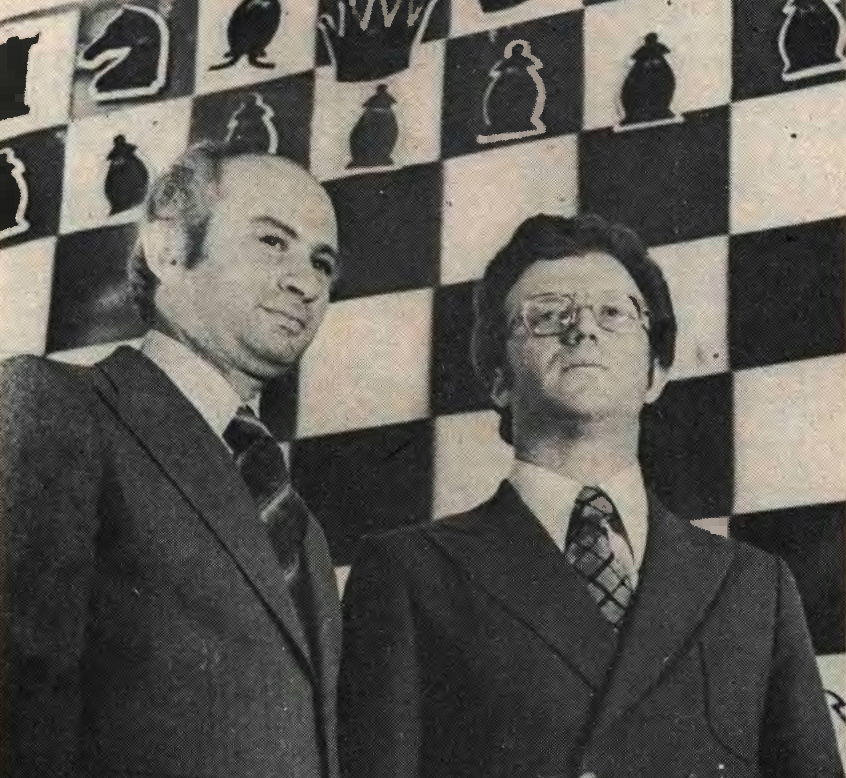
Boris Gulko e Josif Dorfman

## Classificatórios

### Torneio Suiço qualificatório
Realizado em Bălți, em agosto e novembro de 1977, com 64 jogadores. Valendo uma vaga para a final. Vencido por Lev Alburt.

### Primeira Liga
Os seis primeiros se classificaram para a final.
| N° | Jogador             | Rating | 1 | 2 | 3 | 4 | 5 | 6 | 7 | 8 | 9 | 10 | 11 | 12 | 13 | 14 | 15 | 16 | 17 | 18 | Total |
| -- | ------------------- | ------ | - | - | - | - | - | - | - | - | - | -- | -- | -- | -- | -- | -- | -- | -- | -- | ----- |
| 1  | Gennadi Kuzmin      | 2550   | - | 1 | ½ | ½ | ½ | 1 | 1 | ½ | ½ | 1  | ½  | ½  | 1  | ½  | ½  | ½  | 1  | ½  | 11½   |
| 2  | Vladimir Tukmakov   | 2540   | 0 | - | ½ | ½ | 1 | ½ | ½ | ½ | 0 | ½  | 1  | ½  | 1  | ½  | 1  | 1  | 1  | 1  | 11    |
| 3  | Boris Gulko         | 2585   | ½ | ½ | - | 1 | ½ | ½ | 1 | 1 | ½ | 0  | ½  | ½  | 0  | 1  | 1  | ½  | ½  | 1  | 10½   |
| 4  | Karen Grigorian     | 2465   | ½ | ½ | 0 | - | ½ | ½ | 1 | ½ | ½ | ½  | ½  | ½  | ½  | 1  | 1  | ½  | 1  | 1  | 10½   |
| 5  | Alexander Kochyev   | 2490   | ½ | 0 | ½ | ½ | - | ½ | ½ | ½ | 1 | ½  | 1  | ½  | 1  | ½  | ½  | ½  | ½  | ½  | 9½    |
| 6  | Vladimir Bagirov    | 2480   | 0 | ½ | ½ | ½ | ½ | - | ½ | ½ | 0 | 1  | ½  | ½  | 1  | ½  | ½  | 1  | ½  | 1  | 9½    |
| 7  | Gennadij Timoscenko | 2505   | 0 | ½ | 0 | 0 | ½ | ½ | - | ½ | ½ | ½  | 0  | 1  | 1  | ½  | 1  | ½  | 1  | 1  | 9     |
| 8  | Vladimir Savon      | 2540   | ½ | ½ | 0 | ½ | ½ | ½ | ½ | - | ½ | ½  | ½  | ½  | ½  | ½  | ½  | ½  | ½  | 1  | 8½    |
| 9  | Yuri Razuvaev       | 2510   | ½ | 1 | ½ | ½ | 0 | 1 | ½ | ½ | - | 0  | ½  | ½  | 0  | ½  | ½  | ½  | 0  | 1  | 8     |
| 10 | Alexander Beliavsky | 2555   | 0 | ½ | 1 | ½ | ½ | 0 | ½ | ½ | 1 | -  | ½  | 1  | ½  | 0  | 0  | ½  | 1  | 0  | 8     |
| 11 | Nukhim Rashkovsky   | 2510   | ½ | 0 | ½ | ½ | 0 | ½ | 1 | ½ | ½ | ½  | -  | ½  | ½  | ½  | ½  | ½  | ½  | ½  | 8     |
| 12 | Rafael Vaganian     | 2545   | ½ | ½ | ½ | ½ | ½ | ½ | 0 | ½ | ½ | 0  | ½  | -  | 0  | 0  | ½  | 1  | 1  | 1  | 8     |
| 13 | Lev Gutman          | 2395   | 0 | 0 | 1 | ½ | 0 | 0 | 0 | ½ | 1 | ½  | ½  | 1  | -  | 1  | 1  | ½  | ½  | 0  | 8     |
| 14 | Vitaly Tseshkovsky  | 2590   | ½ | ½ | 0 | 0 | ½ | ½ | ½ | ½ | ½ | 1  | ½  | 1  | 0  | -  | 0  | 1  | 0  | ½  | 7½    |
| 15 | Vladimir Peresipkin | 2395   | ½ | 0 | 0 | 0 | ½ | ½ | 0 | ½ | ½ | 1  | ½  | ½  | 0  | 1  | -  | 1  | 1  | 0  | 7½    |
| 16 | Mark Taimanov       | 2530   | ½ | 0 | ½ | ½ | ½ | 0 | ½ | ½ | ½ | ½  | ½  | 0  | ½  | 0  | 0  | -  | ½  | ½  | 6     |
| 17 | Arshak Petrosian    | 2345   | 0 | 0 | ½ | 0 | ½ | ½ | 0 | ½ | 1 | 0  | ½  | 0  | ½  | 1  | 0  | ½  | -  | ½  | 6     |
| 18 | Alexander Petrushin | 2345   | ½ | 0 | 0 | 0 | ½ | 0 | 0 | 0 | 0 | 1  | ½  | 0  | 1  | ½  | 1  | ½  | ½  | -  | 6     |

## Final
Formada pelos que se classificaram nas qualificatórias e pelos jogadores que entraram diretamente na final pelo desempenho histórico em campeonatos anteriores.
| N° | Jogador           | Rating | 1 | 2 | 3 | 4 | 5 | 6 | 7 | 8 | 9 | 10 | 11 | 12 | 13 | 14 | 15 | 16 | Total |
| -- | ----------------- | ------ | - | - | - | - | - | - | - | - | - | -- | -- | -- | -- | -- | -- | -- | ----- |
| 1  | Boris Gulko       | 2585   | - | ½ | ½ | ½ | ½ | ½ | ½ | ½ | 1 | ½  | 1  | ½  | 1  | 1  | ½  | ½  | 9½    |
| 2  | Josif Dorfman     | 2455   | ½ | - | ½ | ½ | ½ | ½ | ½ | ½ | 1 | ½  | ½  | ½  | 1  | ½  | 1  | 1  | 9½    |
| 3  | Lev Polugaevsky   | 2620   | ½ | ½ | - | ½ | ½ | 1 | 1 | ½ | 1 | ½  | 1  | ½  | ½  | ½  | 0  | ½  | 9     |
| 4  | Tigran Petrosian  | 2645   | ½ | ½ | ½ | - | ½ | ½ | ½ | 0 | 1 | ½  | 1  | ½  | ½  | ½  | 1  | 1  | 9     |
| 5  | Efim Geller       | 2590   | ½ | ½ | ½ | ½ | - | ½ | ½ | ½ | ½ | ½  | ½  | ½  | ½  | ½  | 1  | ½  | 8     |
| 6  | Mikhail Tal       | 2620   | ½ | ½ | 0 | ½ | ½ | - | ½ | 1 | ½ | 1  | 0  | ½  | 0  | 1  | 1  | ½  | 8     |
| 7  | Vladimir Bagirov  | 2480   | ½ | ½ | 0 | ½ | ½ | ½ | - | ½ | ½ | ½  | ½  | ½  | ½  | ½  | 1  | 1  | 8     |
| 8  | Gennadi Kuzmin    | 2550   | ½ | ½ | ½ | 1 | ½ | 0 | ½ | - | ½ | ½  | ½  | 1  | ½  | 0  | ½  | ½  | 7½    |
| 9  | Oleg Romanishin   | 2595   | 0 | 0 | 0 | 0 | ½ | ½ | ½ | ½ | - | ½  | 1  | 1  | ½  | 1  | 1  | ½  | 7½    |
| 10 | Evgeny Sveshnikov | 2520   | ½ | ½ | ½ | ½ | ½ | 0 | ½ | ½ | ½ | -  | ½  | ½  | ½  | 0  | ½  | 1  | 7     |
| 11 | Yuri Balashov     | 2565   | 0 | ½ | 0 | 0 | ½ | 1 | ½ | ½ | 0 | ½  | -  | 1  | ½  | ½  | ½  | 1  | 7     |
| 12 | Alexander Kochyev | 2490   | ½ | ½ | ½ | ½ | ½ | ½ | ½ | 0 | 0 | ½  | 0  | -  | 1  | ½  | ½  | ½  | 6½    |
| 13 | Vassily Smyslov   | 2595   | 0 | 0 | ½ | ½ | ½ | 1 | ½ | ½ | ½ | ½  | ½  | 0  | -  | 1  | 0  | ½  | 6½    |
| 14 | Vladimir Tukmakov | 2540   | 0 | ½ | ½ | ½ | ½ | 0 | ½ | 1 | 0 | 1  | ½  | ½  | 0  | -  | ½  | ½  | 6½    |
| 15 | Karen Grigorian   | 2465   | ½ | 0 | 1 | 0 | 0 | 0 | 0 | ½ | 0 | ½  | ½  | ½  | 1  | ½  | -  | ½  | 5½    |
| 16 | Lev Alburt        | 2505   | ½ | 0 | ½ | 0 | ½ | ½ | 0 | ½ | ½ | 0  | 0  | ½  | ½  | ½  | ½  | -  | 5     |

### Desempate
| Jogador       | Rating | 1 | 2 | 3 | 4 | 5 | 6 | Total |
| ------------- | ------ | - | - | - | - | - | - | ----- |
| Boris Gulko   | 2575   | ½ | 1 | ½ | 0 | ½ | ½ | 3     |
| Josif Dorfman | 2550   | ½ | 0 | ½ | 1 | ½ | ½ | 3     |